# Muhiddin Mansurov
 (novembre 2023).
Muhiddin Mansurov est un commerçant de Boukhara, intellectuel et homme politique ouzbek. Il est le fils d'un riche marchand de Boukhara d'ethnie ouzbèke. De 1916 à 1920, il est l'un des membres du Parti des jeunes Boukhariotes qui se prononce contre le régime monarchique de Boukhara.

## Biographie
Muhiddin Mansurov était de nationalité tadjike. Il est né dans une famille noble et était banquier  et propriétaire d'une grande égreneuse de coton,. Avant la Révolution d'Octobre, Mansurov était l'un des habitants les plus riches de Boukhara, membre et patron du mouvement jadidiste. Depuis 1900, il s'oppose à l'émir de Boukhara. Mansurov était le propriétaire et l'un des fondateurs du journal en langue tadjike «Bukharaye Sharif», fondé en 1912. En 1917, Mansurov devient président du mouvement «Jeune Boukhara». En 1918, il fuit la poursuite de l'émir de Boukhara et se cache dans les villes de Nouveau Boukhara (aujourd'hui Kogon) et de Tachkent. Ses fils Isom Muhiddinov et Abdulqodir Muhiddinov ont également été acceptés au Comité central du mouvement. Après la dissolution de l' émirat de Boukhara et la déclaration de la République soviétique populaire de Boukhara, Mansurov dirigea en 1920 la mission de l'URSS à Moscou pour établir des relations commerciales et politiques avec la Russie soviétique. En 1920-1921, inspecteur (ministre) du commerce et de l'industrie de la République soviétique populaire de Boukhara,. En 1922, il devient membre du Présidium du MIQ de Tout-Boukhara parmi les représentants des commerçants. Muhyiddin Mansurov fut président du Conseil économique de Boukhara de mars 1921 à avril 1923.

## Famille
Mansurov a épousé une femme issue d'une famille noble. Mansurov a eu quatre fils et une fille : Isom, Abdulkadir, Amin, Khairullo Muhiddinovlar et Matlabkhan Muhiddinova. Ses fils Isom, Abdulkadir, Amin étaient membres du mouvement « Jeune Boukhara ». De plus, Isom dirigeait les affaires de son père et la « Maison de commerce Mansurov », Abduqadir devint plus tard président de l'URSS et Amin travailla comme représentant autorisé de la L'URSS en RSFSR.